# 小戈良卡
49°52′32″N 25°32′10″E / 49.87556°N 25.53611°E
小戈良卡（烏克蘭語：Мала Горянка），是烏克蘭的村落，位於該國西部捷爾諾波爾州，由克列梅涅茨區負責管轄，始建於1867年，面積0.78平方公里，2001年人口206，人口密度每平方公里264.1人。